# Carrera hacia el abismo

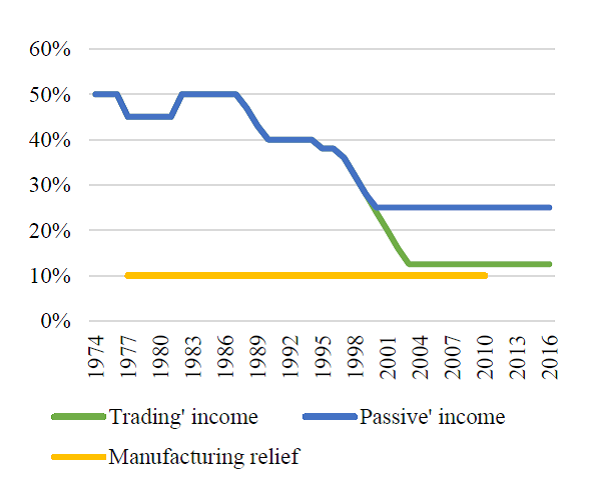
La tasa de ganancias en la Irlanda hizo una carrera a la baja (1974 a 2016)

El término competición a la baja (del inglés race to the bottom), es un concepto socioeconómico que describe un tipo de relación entre países, estados, provincias o territorios resultado de la globalización, el libre comercio y la desregularización económica. Este tipo de relación tiene lugar cuando incrementa la competencia entre países sobre ciertos sectores productivos y comerciales, y cuando se incentiva a los gobiernos a reducir las regulaciones empresariales, derechos laborales, leyes medioambientales e impuestos a sociedades.

## Teoría

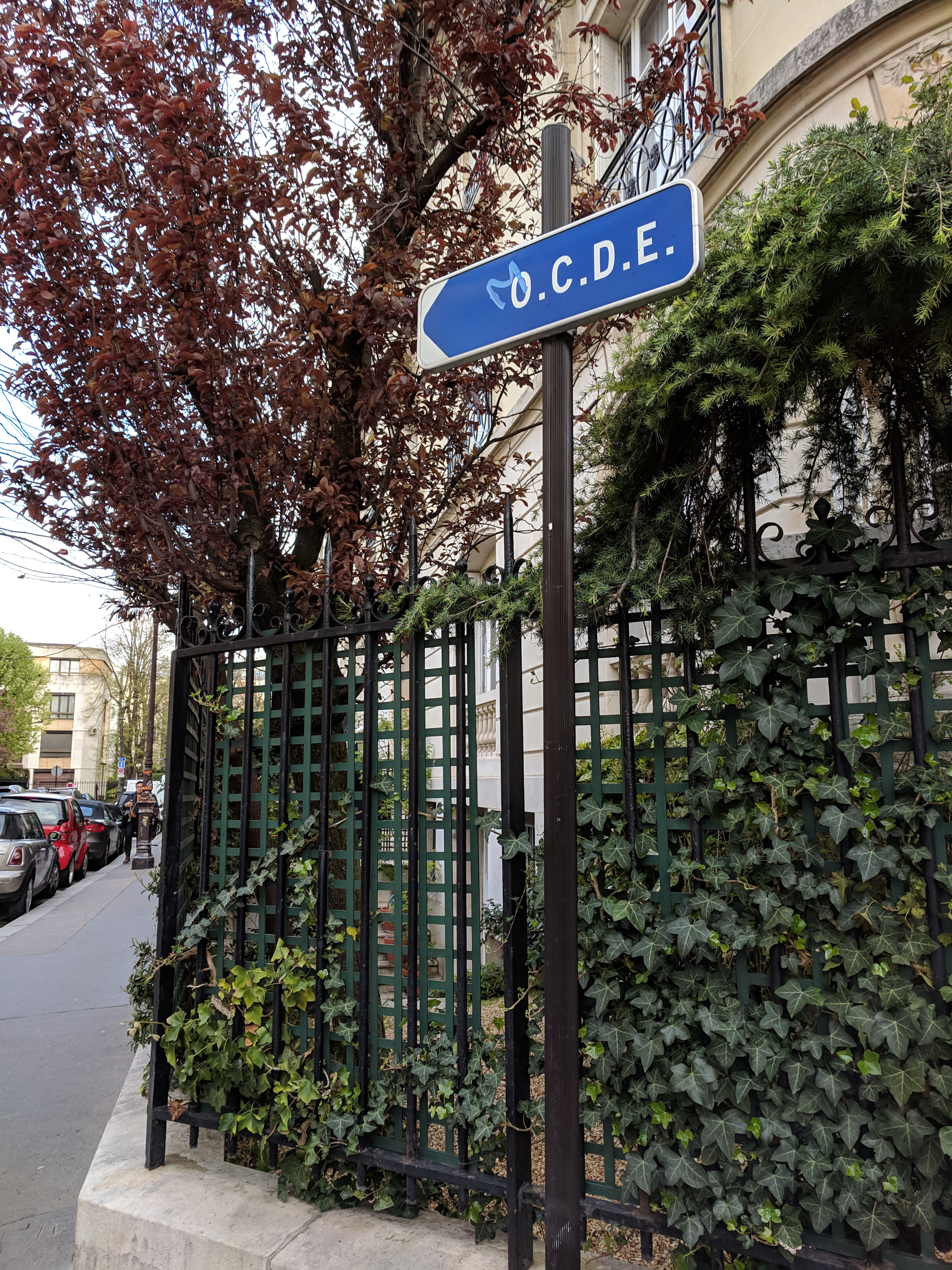
El camino hacia la sede de oa OCDE en París, Francia. La OCDE promovió una tasa mínima de impuestos para empresas cuyos ingresos exceden los 750 millones de euros

El concepto de "competición a la baja" es bien descrito en el dilema del prisionero de la teoría de juegos, originalmente formulado por Merrill Flood y Melvin Dresher cuando trabajaban para la corporación RAND en 1950. Se trata de un ejercicio en el que el mejor resultado posible para todo el conjunto de participantes se alcanza mediante su cooperación, pero se pone en peligro porque el mejor resultado posible para cada participante individual es no cooperar mientras los demás cooperan.
Un ejemplo económico de una "competición a la baja" es la competencia fiscal entre gobiernos. Un gobierno puede beneficiarse de obtener altos ingresos fiscales procedentes de una política de altos impuestos a las empresas, pero también puede beneficiarse de reducir estos impuestos en relación con otros territorios, para así atraer negocios e inversión exterior. Para mantener el equilibrio, cada gobierno debería reducir sus impuestos de sociedades hasta el nivel del gobierno que primero los redujo. El resultado final es que todos los gobiernos adoptan una política fiscal de bajos impuestos a la empresa, y por tanto, obtienen menos ingresos en total. Aceptando como correcta la premisa fundamental, la mejor opción posible para el conjunto de todos los gobiernos sería promover la colusión, es decir, la armonización fiscal, como lo hizo la OCDE con su Impuesto Mínimo Global a las Ganancias.
Una "competición a la baja" puede ocurrir también en un sector privado desregulado. Un ejemplo sería la competencia entre aerolíneas luego de la desregulación de éstas en los EE. UU. De forma conversa al ejemplo anterior, una aerolínea puede beneficiarse de obtener altos ingresos procedente de altos precios de los pasajes, pero también puede beneficiarse de reducir los precios de los pasajes en relación con otras aerolíneas, para así atraer pasajeros quitándole de paso cuota de mercado a las demás aerolíneas. Para mantener el equilibrio, cada aerolínea debería reducir sus precios hasta un nivel equivalente al de la primera que los redujo. El resultado final es similar: todas las aerolíneas adoptan unos precios bajos, y por tanto, obtienen menores beneficios en total. Nuevamente la mejor opción posible para las aerolíneas sería la colusión, pero dado un mercado desregulado, la relativamente fácil entrada de nuevos competidores respecto a antes de la desregulación hace difícil que tal estrategia funcione por mucho tiempo, lo que mantiene el precio en un nivel inferior, lo mismo que los beneficios.
La aparición de "competiciones a la baja" puede ser frenada por los costes que supone relocalizar inversión y producción a nuevos destinos; la presencia de ventajas comparativas tales como mano de obra cualificada, infraestructuras, o proximidad a recursos naturales; y la existencia de unas mínimas normas o políticas que las prevengan.

## Historia y uso
El concepto de "competición a la baja" en regularización económica, surgió en los Estados Unidos durante el fin del siglo XIX y el comienzo del XX, cuando había libre competencia entre estados para lograr que grandes empresas se establecieran en su jurisdicción. Algunos describían la idea como una "competición a la baja", y otros, como el Juez Louis Brandeis, como una "deriva hacia el fondo". En 1890, el estado de Nueva Jersey promulgó un estatuto de empresa liberal, que establecía cuotas e impuestos de sociedades más bajos que otros estados. Delaware intentó copiar esta ley para atraer empresas a su propio estado. Esta competición acabó cuando el gobernador Woodrow Wilson puso límites a las leyes de Nueva Jersey mediante una serie de siete estatutos.
En la bibliografía académica, el fenómeno de una competición por desregular que provoca una reducción generalizada del nivel de vida, fue descrito por A.A. Berle y G.C. Means en La corporación moderna y la propiedad privada (1932), mientras que el concepto recibió un reconocimiento formal por parte de la Corte Suprema de los Estados Unidos por una decisión del juez Louis Brandeis en el caso de 1933 Ligget Co. contra Lee (288 U.S. 517, 558–559). Al final del siglo XIX, el control sobre las sociedades anónimas se fue liberalizando en Europa, donde los países empleaban leyes de libre concurrencia para mejorar la competencia de sus empresas locales. Este liberalización llegó a España en 1869, Alemania en 1870, Bélgica en 1873, e Italia en 1883.
Schram explica el término "competición a la baja":

...desde hace algún tiempo ha servido como importante metáfora para ilustrar, que en el sistema federal de los Estados Unidos —y cualquier otro sistema federal— es vulnerable a la competencia interestatal. La competición a la baja implica que los estados compiten entre sí cuando exigen menos requisitos que los demás estados en cuestión de impuestos, gasto, regulación... para así resultar más atractivos a intereses financieros externos, y menos atractivos a intrusos indeseados.  Puede considerarse opuesto a la metáfora de los "laboratorios de democracia". La metáfora del laboratorio implica un federalismo más fraternal en el que los estados usan su autoridad y juicio para desarrollar soluciones creativas e innovativas a problemas comunes, que luego pueden ser adoptadas por otros estados.

La metáfora de la "competición a la baja" de Brandeis fue actualizada en 1974 por William L. Cary, en un artículo del Yale Law Journal, "Federalismo y leyes corporativas: reflexiones sobre Delaware," en el que Carey promovía aplicar estándares nacionales de  regulación a empresas.
En 2003, como respuesta al recorte del precio de los plátanos en supermercados británicos, lo que implicaba bajar drásticamente los ingresos de las naciones en vías de desarrollo productoras de plátano, Alistair Smith, coordinador internacional de Banana Link, dijo que "Los supermercados británicos han iniciado una competición a la baja. Se están perdiendo puestos de trabajo y los productores prestan menos atención a los acuerdos de responsabilidad social y medioambiental".
El economista social-liberal Paul Krugman afirma que los salarios en países en vías de desarrollo han subido como resultado directo de la deslocalización de puestos de trabajo provenientes de países desarrollados.

Estas mejoras no tienen lugar porque occidentales bienintencionados hayan hecho nada por ayudar  — la ayuda externa, nunca amplia, se ha quedado prácticamente en nada. Ni es resultado de las buenas políticas de los gobiernos, que siguen tan insensibles y corruptos como siempre. Son el resultado indirecto y no intencionado de las acciones de multinacionales desalmadas y empresarios locales rapaces, cuya única preocupación era sacar beneficio económico de la mano de obra barata. No es un espectáculo edificante; pero no importa lo básicas que sean las razones de aquellos envueltos, el resultado ha sido sacar a cientos de miles de personas de la pobreza más absoluta a algo aún terrible pero sin embargo sensiblemente mejor.